# Сяйво Півночі

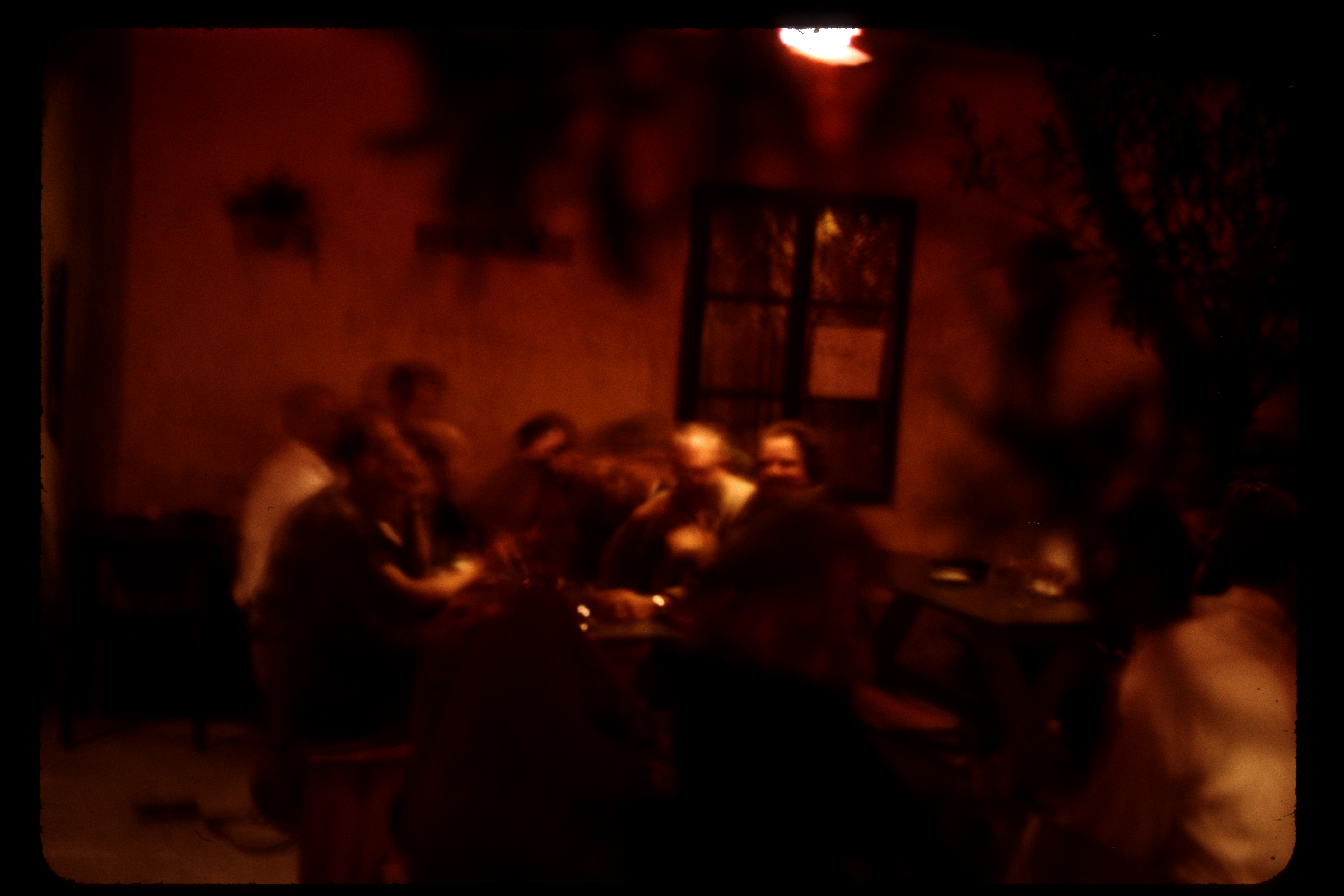
Газогін Сяйво Півночі на мапі Росії

Сяйво Півночі (рос. Сияние Севера) – трубопровід, що транспортує газ з родовищ півночі Тюменської області та Республіки Комі в район Торжка, де знаходиться одна з вузлових точок газотранспортної системи Росії. Складається з чотирьох ниток, діаметр труб від 1020 до 1420 мм.
Рішення про спорудження трубопроводу прийняли у 1967 році, тоді ж йому присвоїли власну назву. Завдяки об`єкту планували забезпечити транспортування газу із Республіки Комі (перш за все з Вуктильського родовища) до споживачів північного заходу СРСР (Ленінград, балтійські країни) та на експорт у Європу. На другому етапі передбачалось відкрити доступ до нещодавно відкритих гігантських родовищ Західного Сибіру. 
Перша нитка газопроводу складалась з двох ділянок різного діаметра: 1020 мм від Вуктильського родовища до Ухти та 1220 мм від Ухти до Торжка загальною протяжністю 1388 км. Роботи почались у тому ж 1967 році одночасно з облаштуванням Вуктильського родовища. Важкі болотяні умови місцевості значно ускладнювали будівельний процес, але вже весною 1969-го почались промислові випробування об'єкту. Спорудження наступного року першої компресорної станції в районі Ухти дозволило розпочати експлуатацію трубопроводу. Втім, повноцінна експлуатація першої нитки веде відлік з кінця 1972 року.
У 1976 була споруджена друга нитка Вуктил-Ухта-Торжок, діаметр труб якої збільшився до 1420 мм.
Такий же діаметр мали і дві нитки, які у 1977 та 1981 зв`язали родовища півночі Тюмені (зокрема Мєдвєж'є, розробка якого стартував одним із перших) з Торжком. Їх маршрут починався від Пунги, а після Вуктилу прямував в одному коридорі із першими двома чергами системи 
Завдяки «Сяйву Півночі» була забезпечена ресурсна база експорту газу в Європу по трубопроводу «Братство», одна із складових якого, введена в експлуатацію у 1975 році, брала початок від Торжка.Також за допомогою відводів забезпили газопостачання ряду об`єктів у Республіці Комі: сиктивкарського лісопромислового комплексу (через введений у 1971-му відвід Микунь-Сиктивкар), а також населених пунктів Жешарт, Уха, Сосногорськ, Войвож.